# Joana Bonet Camprubí
Joana Bonet Camprubí (Vinaixa, 1966) és una escriptora i periodista catalana.

## Biografia
Llicenciada en Filologia per la Universitat de Barcelona, és periodista. Va iniciar prompte la seva carrera a meitat dels anys vuitanta en els periòdics lleidatans Diari de Lleida i La Mañana. En 1988 va començar a col·laborar amb el Diari de Barcelona, i va ser cap de premsa del Col·legi d'Advocats de Barcelona -entre 1988 i 1992- al mateix temps que publicava articles en El País, Colors, Vogue París i Ronda Iberia, dirigida per Juan José Millás. En 1992 va crear i va dirigir la revista Woman (Grupo Z). Des de 1996 fins a 2012 va dirigir la revista Marie Claire (GyJ). En 2013 va ser directora de Prisa Revistas, engegant la revista Icon per El País. Actualment és Consellera Editorial en Prisma Publicacions (Grupo Planeta).
Des de 2006 és columnista de La Vanguardia i ha estat comentarista del programa Hoy por hoy (cadena Ser), també imparteix classes a l'Escola Contemporània d'Humanitats i codirigeix el Curs de Periodisme i Comunicació de Moda de la Universitat Politècnica de Madrid. Va dirigir en 2014 el Taller de Periodisme i Tendències i Moda a l'Escola de Periodisme d'El País.
Ha dirigit la sèrie televisiva infantil “Fadapaca”(2008), sota la direcció artística de Jordi Labanda i el programa d'entrevistes “Humans i divins” (2010) de TVE.”
És coautora del llibre Mi vida es mía, al costat d'Anna Caballé Masforroll, i autora en solitari de, entre d'altres, Hombres, material sensible i Las metrosesenta.
En l'actualitat dirigeix el suplement mensual de La Vanguardia Fashion&Arts Magazine, editat per Prisma Publicacions, grup del que també és Consellera editorial.
El 2025 fou inclosa a la llista Forbes de les 100 dones més influents de Catalunya.

## Premis
Sota la seva direcció, la revista Marie Claire ha rebut, entre 1999 i 2006, 8 premis ARI de l'Associació de Revistes d'Informació, i, en 2003, el Premi a la No Violència contra les Dones que concedeix el Ministeri de Treball i Assumptes Socials als mitjans de comunicació i empreses publicitàries compromesos en la lluita contra els maltractaments. Personalment, ha estat guardonada amb el Premi Vuit de Març que concedeix la Comunitat de Madrid als professionals i empreses de la comunicació que amb el seu treball combaten la violència de gènere, pel seu article “La negra taca”, publicat en el periòdic El Mundo; i la sèrie infantil “Fadapaca”, creada i dirigida per ella, va rebre, en 2009, el Premi al Millor Programa Autonòmic Infantil de l'Acadèmia de les Ciències i Arts de la Televisió. En 2010, l'associació consultora de l'ONU Women Together va reconèixer, en la sisena edició dels seus premis anuals, la seva “trajectòria professional compromesa amb la igualtat de les dones, la lluita contra la violència de gènere i el projecte d'Escola per a totes” amb un dels seus guardons. I la Diputació de Lleida li va concedir igualment el premi “LO Emprenedor 2010”.